# 九龍區專線小巴79K線
九龍區專線小巴79K線，由誠利有限公司營辦，循環來往旺角（柏景灣）及旺角東站，所有乘客須在旺角東站落車，因此屬假循環線。
九龍區專線小巴79W線，是79K線的輔助路線，循環來往海泓道至西洋菜南街，所有乘客須在西洋菜南街落車。

## 歷史
- 2003年2月21日：運輸署公開招標8組共16條專綫小巴路線。此線與九龍79A（已擱置）、79M、新界616S編為同一組。[2]
- 2003年6月：79K線投入服務。
- 2006年1月底：增設循環來往旺角（柏景灣）及朗豪坊的短途班次。[3]
- 2019年5月1日：79W線投入服務。[4]

## 服務時間及班次
79K
- 每日由旺角（柏景灣）開出：06:15-00:15（5-10分鐘一班）
  - 旺角東站的尾班車於00:22開出。

79W
- 每日由海泓道開出：07:00-00:00（10-15分鐘一班）

## 行車路線
79K
- 途經：海泓道、櫻桃街、亞皆老街、新填地街、旺角道、*（洗衣街、亞皆老街、聯運街、旺角東站公共運輸交匯處、聯運街、弼街、洗衣街）亞皆老街、櫻桃街、海泓道（海庭道、海泓道）#。

# 07:00-09:30不經海泓道（富榮花園一段）及海庭道。
另來往朗豪坊之特別班次於旺角道後改經上海街、山東街、新填地街返回亞皆老街西行主班次走線返回旺角（柏景灣），不經註*之街道。
79W
- 途經：海泓道、櫻桃街、亞皆老街、新填地街、旺角道、西洋菜南街、亞皆老街、櫻桃街、海泓道、麗翔道、翱翔道及海泓道。

### 沿線車站
79K
| 旺角（柏景灣）開 | 旺角（柏景灣）開       | 旺角（柏景灣）開       |
| 序號             | 車站名稱               | 位置                   |
| ---------------- | ---------------------- | ---------------------- |
| 1                | 旺角（柏景灣）巴士總站 | 旺角（柏景灣）巴士總站 |
| 2                | 柏景灣                 | 海泓道                 |
| 3                | 銘基書院               | 櫻桃街                 |
| 4                | 新填地街               | 新填地街               |
| 5                | 旺角道                 | 旺角道                 |
| 6                | 洗衣街水務署           | 洗衣街                 |
| 7                | 旺角東站巴士總站       | 旺角東站公共運輸交匯處 |
| 8                | 旺角站                 | 亞皆老街               |
| 9                | 旺角街市               | 亞皆老街               |
| 10               | 銘基書院               | 櫻桃街                 |
| 11               | 海富苑                 | 海泓道                 |
| 12               | 富榮花園               | 海泓道                 |
| 13               | 旺角（柏景灣）巴士總站 | 旺角（柏景灣）巴士總站 |

79W
| 海泓道（富榮花園）開 | 海泓道（富榮花園）開  | 海泓道（富榮花園）開 |
| 序號                 | 車站名稱              | 位置                 |
| -------------------- | --------------------- | -------------------- |
| 1                    | 富榮花園              | 海泓道               |
| 2                    | 柏景灣                | 海泓道               |
| 3                    | 新填地街              | 新填地街             |
| 4                    | 西洋菜南街 （旺角站） | 西洋菜南街           |
| 5                    | 旺角街市              | 亞皆老街             |
| 6                    | 海富苑                | 海泓道               |
| 7                    | 富榮花園              | 海泓道               |

## 客量
本路線主要方便柏景灣、海富苑居民往來旺角市中心購物及旺角東站、奧運站、旺角站轉乘港鐵，另外本路線亦有不少往來奧海城二期購物的市民購物，客量一直保持不俗。

## 加價問題
2014年「雨傘運動」爆發，旺角亞皆老街被示威者所佔，路線須改道來往大角咀，導致車程延長之餘，亦失去了朗豪坊一帶的乘客支持，客量急降，路線嚴重虧蝕。營運者感經營困難，遂向運輸署申請加價。最後本路線於2015年1月18日加價，但被市民批評車資過高。
踏入2019年，營運商又提出本把路線加價17%，惹來抨擊。最後運輸署批准本路線加價10.6%，於同年2月生效。
路線加價後，承辦商表示將會增設一條往旺角中心的常規路線（當時稱為「79KW」），為區內乘客提供更優質服務。另外，運輸署署長亦在區議會會議上表示將提供一條往來旺角中心至海泓道的小巴路線。最終往來海泓道至旺角中心的路線獲正式編號為「79W」，並於2019年5月1日投入服務。